# قائمة سفراء الولايات المتحدة الأمريكية لدى اليابان
سفير الولايات المتحدة الأمريكية في اليابان هو السفير الذي يعينه الحكومة الفيدرالية الأمريكية لتمثيلها في اليابان. يُعرف أيضًا بسفير الولايات المتحدة في اليابان أو السفير الأمريكي في اليابان.

## تاريخ
بدأت العلاقات الدبلوماسية بين اليابان والولايات المتحدة في عام 1853، عندما وصل الأدميرال ماثيو بيري، قائد أسطول الهند الشرقية الأمريكي (وهو ضابط بحري برتبة أميرال في البحرية الأمريكية)، إلى اليابان حاملاً رسالة شخصية من الرئيس الأمريكي الثالث عشر، ميلارد فيليرمو. وفي العام التالي، 1854، تم توقيع معاهدة الصداقة والتجارة بين الحكومة اليابانية والحكومة الفيدرالية الأمريكية. أرسلت الحكومة الفيدرالية الأمريكية بناءً على المادة 11 من المعاهدة تاونسند هاريس كقنصل عام إلى مدينة شيمودا في جزيرة إيزو في عام 1856. وفي عام 1858، تم توقيع معاهدة الصداقة والتجارة بين اليابان والولايات المتحدة، وفي العام التالي 1859، عينت الحكومة الأمريكية هاريس وزيرًا مفوضًا.

## قائمة رؤساء البعثات
القائمة التالية تحمل أسماء رؤساء البعثات الدبلوماسية
وزراء مقيمين
1. تاونسند هاريس (أوراق الاعتماد، 5 نوفمبر 1859-استدعاء رئاسي، 26 أبريل 1862)
2. روبرت برون (أوراق الاعتماد، 17 مايو 1862-ترك اليابان، 28 أبريل 1865)
3. تشونسي في ديفو
4. روبرت ب. فان فاكنبيرج (أوراق الاعتماد، 4 مايو 1867، استدعاء، 11 نوفمبر 1869)
5. تشارلز ديلونغ (أوراق الاعتماد, 11 نوفمبر 1869-رفع لدبلوماسي)

دبلوماسيين
| الممثل             | أوراق الاعتماد | سبب انتهاء الخدمة    | أخر يوم        |
| ------------------ | -------------- | -------------------- | -------------- |
| تشارلز ديلونغ      | 9 يونيو 1872   | رسالة وداع           | 7 أكتوبر 1873  |
| جون بينغهام        | 7 أكتوبر 1873  | استدعاء رئاسي        | 2 يوليو 1885   |
| ريتشارد هوبارد     | 2 يوليو 1885   | استدعاء رئاسي        | 15 مايو 1889   |
| جون فرانكلين سويفت | 15 مايو 1889   | توفي في أثناء الخدمة | 10 مارس 1891   |
| فرانك كومبس        | 13 يونيو 1892  | استدعاء رئاسي        | 14 يوليو 1893  |
| ادوين دان          | 14 يوليو 1893  | استدعاء رئاسي        | 2 يوليو 1897   |
| ألفريد باك         | 3 يونيو 1898   | توفي في أثناء الخدمة | 4 ديسمبر 1902  |
| ويد كاربنتر جرسكوم | 22 يونيو 1903  | ترك اليابان          | 19 نوفمبر 1905 |

سفراء
| الاسم                 | الممثل         | أوراق الاعتماد        | سبب انتهاء الخدمة | أخر يوم |
| --------------------- | -------------- | --------------------- | ----------------- | ------- |
| لوقا رايت             | 26 مايو 1906   | ترك اليابان           | 13 أغسطس 1907     |         |
| توماس J. اوبراين      | 15 أكتوبر 1907 | ترك اليابان           | 31 أغسطس 1911     |         |
| تشارلز الصفحة بريان   | 22 نوفمبر 1911 | ترك اليابان           | 1 أكتوبر 1912     |         |
| لارز أندرسون          | 1 فبراير 1913  | ترك اليابان           | 15 مارس 1913      |         |
| جورج غوثري            | 7 أغسطس 1913   | توفي في اثناء الخدمة  | 8 مارس 1917       |         |
| رولاند موريس          | 30 أكتوبر 1917 | ترك اليابان           | 15 مايو 1920      |         |
| تشارلز وارن           | 24 سبتمبر 1921 | ترك اليابان           | 28 يناير 1922     |         |
| سايروس وودز           | 21 يوليو 1923  | ترك اليابان           | 5 يونيو 1924      |         |
| إدغار بانكروفت        | 19 نوفمبر 1924 | توفي في آخر           | 27 يوليو 1925     |         |
| تشارلز ماكفيجاه       | 9 ديسمبر 1925  | ترك اليابان           | 6 ديسمبر 1928     |         |
| وليام القلعة، الابن   | 24 يناير 1930  | ترك اليابان           | 27 مايو 1930      |         |
| كاميرون فوربس         | 15 سبتمبر 1930 | ترك اليابان           | 22 مارس 1932      |         |
| نما جوزيف             | 14 يونيو 1932  | الإعلان الأمريكي لحرب | 8 ديسمبر 1941     |         |
| William J. Sebald     | 1945           |                       | 1952              |         |
| روبرت مورفي           | 9 مايو 1952    |                       | 28 أبريل 1953     |         |
| جون أليسون            | 28 مايو 1953   | تنقلات روتينية        | 2 فبراير 1957     |         |
| دوغلاس ماك آرثر II    | 25 فبراير 1957 | تنقلات روتينية        | 12 مارس 1961      |         |
| ادوين رايشاور         | 27 أبريل 1961  | تنقلات روتينية        | 19 أغسطس 1966     |         |
| الكسيس جونسون         | 8 نوفمبر 1966  | تنقلات روتينية        | 15 يناير 1969     |         |
| أرمين ماير            | 3 يوليو 1969   | تنقلات روتينية        | 27 مارس 1972      |         |
| روبرت ستيفن انجرسول   | 12 أبريل 1972  | تنقلات روتينية        | 8 نوفمبر 1973     |         |
| جيمس هودجسون          | 19 يوليو 1974  | تنقلات روتينية        | 2 فبراير 1977     |         |
| مايك مانسفيلد         | 10 يونيو 1977  | تنقلات روتينية        | 22 ديسمبر 1988    |         |
| مايكل ارماكوست        | 15 مايو 1989   | تنقلات روتينية        | 19 يوليو 1993     |         |
| والتر مونديل          | 21 سبتمبر 1993 | تنقلات روتينية        | 15 ديسمبر 1996    |         |
| توماس فولي            | 19 نوفمبر 1997 | تنقلات روتينية        | 1 أبريل 2001      |         |
| هنري هوارد بيكر الابن | 5 يوليو 2001   | رسالة وداع            | 17 فبراير 2005    |         |
| توم شيفر              | 11 أبريل 2005  | تنقلات روتينية        | 20 يناير 2009     |         |
| جون روس               | 20 أغسطس 2009  | تنقلات روتينية        | 12 أغسطس 2013     |         |
| كارولين كينيدي        | 12 نوفمبر 2013 |                       |                   |         |